# جيانغ تاو
جيانغ تاو (بالصينية: 姜涛) (28 يونيو 1989 بزيبو في الصين - ) هو لاعب كرة قدم صيني في مركز الدفاع.

## وصلات خارجية
- جيانغ تاو على موقع قاعدة بيانات كرة القدم.إي يو (الإنجليزية)
- جيانغ تاو على موقع Soccerway.com (الإنجليزية)